# Gustavo, Príncipe de Vasa
Gustavo, Príncipe de Vasa (Estocolmo, 9 de novembro de 1799 – Pillnitz, 4/5 de agosto de 1877) foi o filho mais velho do rei Gustavo IV Adolfo da Suécia e sua esposa Frederica de Baden. Foi o Príncipe Herdeiro da Suécia desde seu nascimento até a abdicação de seu pai em março de 1809. Gustavo posteriormente serviu como oficial do exército austríaco e recebeu em 1829 do imperador Francisco I o título de Príncipe de Vasa.

## Família
Gustavo era o filho mais velho do rei Gustavo IV Adolfo da Suécia e da princesa Frederica de Baden. Pelo lado da mãe era sobrinho da princesa Luísa de Baden, esposa do czar Alexandre I da Rússia. Os seus avós paternos eram o rei Gustavo III da Suécia e a princesa Sofia Madalena da Dinamarca. Os seus avós maternos eram o príncipe-herdeiro Carlos Luís de Baden e a condessa Amália de Hesse-Darmstadt.

## Biografia

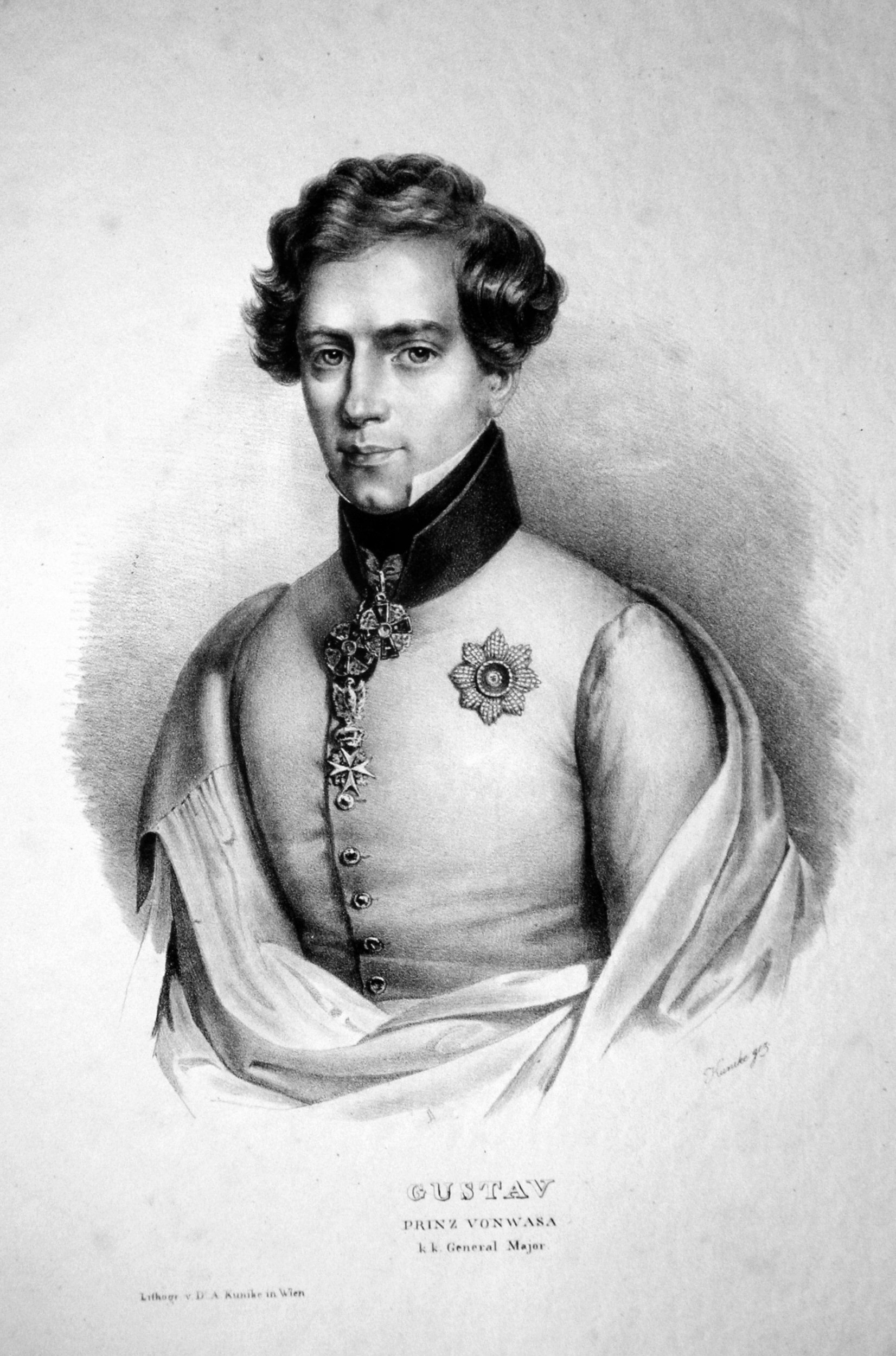
Gustavo

Após o seu nascimento, Gustavo foi entregue aos cuidados de Edviges Ulrika De la Gardie, que foi governanta dos filhos do rei entre 1799 e 1803.
Quando tinha dez anos de idade, o seu pai foi deposto por um golpe militar e a família foi forçada a exilar-se. O partido gustaviano tentou fazer com que o governo o aceitasse como príncipe-herdeiro em 1809 e 1810, mas não teve sucesso. Edviges de Holsácia-Gottorp era uma das pessoas com mais influência no partido e visitava frequentemente a ex-rainha Frederica que se encontrava em prisão domiciliária com a família, e fez os possíveis para tentar fazer com que Gustavo fosse reconhecido como herdeiro legitimo ao trono. Escreveu sobre este problema nos seus diários: durante um jantar, o general Georg Adlersparre disse-lhe que João Batista Bernadotte lhe tinha perguntado se ela tinha algum problema, tendo-se interessado quando ela respondeu que não. A duquesa disse-lhe que o trono já tinha um herdeiro na pessoa do filho do rei deposto. Adlersparre ficou enfurecido e transmitiu esta conversa ao seu partido, expressando também a opinião de que nenhum dos militares que tinha levado a cabo o golpe iria aceitar Gustavo como herdeiro, temendo que este viesse a vingar-se dos homens que tinham retirado o poder ao seu pai quando chegasse ao trono. A campanha contra Gustavo foi ao ponto de inventarem o rumor de que o príncipe era, na verdade, filho ilegítimo da rainha Sofia Madalena com o conde Adolf Fredrik Munck.
Entre a altura do golpe e antes da família real deixar a Suécia, estiveram em prisão domiciliária. Durante esse período, Edviges de Holsácia-Gottorp descreveu Gustavo nos seus conhecidos diários como uma criança obediente e respeitadora com grande capacidade para aprender. Ao contrário da sua irmã mais nova, a princesa Sofia, não era arrogante, mas sim humilde. Na verdade parecia demasiado calado e cuidadoso para a idade. Quando a princesa Sofia lhe perguntou porque é que o pai deles já não era rei, ele respondeu-lhe que era melhor não falar no assunto. Não fez perguntas e não parecia sentir a falta do pai. Depois de lhe ter sido dito que o pai tinha sido deposto, mostrou-se envergonhado com a mãe. Contudo, quando ela lhe disse que tinha de perder a sua posição de herdeiro, começou a chorar e abraçou-a sem dizer uma palavra. Esta notícia deixou-o aliviado e feliz.
Em 1816, Gustavo passou a usar o título de Conde de Itterburg. No exílio, prestou serviço militar no exército austríaco e, em 1829, recebeu o título de Príncipe de Vasa do imperador Francisco I da Áustria. Tornou-se tenente-marechal-de-campo do exército austro-húngaro em 1836.
Em 1828, ficou noivo da princesa Mariana dos Países Baixos, mas por causa de pressões políticas, o casamento nunca chegou a acontecer. A 9 de Novembro de 1830, casou-se em Karlsruhe com a princesa Luísa Amélia de Baden, sua prima direita. O casal divorciou-se em 1843, tendo tido dois filhos, dos quais só uma menina sobreviveu.
Gustavo morreu no dia 5 de Agosto de 1877. Em 1884, os seus restos mortais e os do seu filho que morreu com poucos dias, foram levados para Estocolmo onde foram enterrados ao lado dos do seu pai.

## Descendência
- Luís de Vasa (3 de março de 1832 - 7 de março de 1832), morreu com poucos dias.
- Carolina de Vasa (5 de agosto de 1833 – 15 de dezembro de 1907), casada com o rei Alberto I da Saxónia; sem descendência.